# Silțe, Pidhaiți
Silțe (în ucraineană Сільце) este o comună în raionul Pidhaiți, regiunea Ternopil, Ucraina, formată numai din satul de reședință.

## Demografie
Componența lingvistică a comunei Silțe
     Ucraineană (99,92%)
     Alte limbi (0,08%)
Conform recensământului din 2001, majoritatea populației comunei Silțe era vorbitoare de ucraineană (99,92%), existând în minoritate și vorbitori de alte limbi.